# Volksbank Mittlerer Neckar

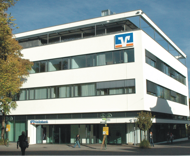
Hauptstelle in Nürtingen

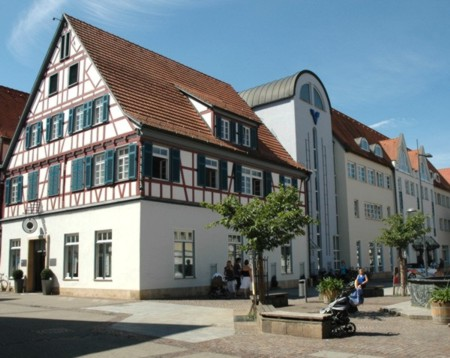
Hauptstelle in Kirchheim (2010)

Die Volksbank Mittlerer Neckar eG hat ihren Sitz in Esslingen am Neckar. Sie unterhält Hauptstellen in Esslingen am Neckar, Kirchheim unter Teck und Nürtingen sowie den Verwaltungssitz in Wendlingen am Neckar.

## Geschichte

### Volksbank Esslingen eG
Die Volksbank Esslingen eG wurde 1926 gegründet.

### Volksbank Nürtingen eG
Gegründet wurde die Volksbank Nürtingen eG bereits im Jahre 1863 als Handwerkerbank. Bei der Gründungsversammlung in der Nürtinger „Sonne“ waren neben zwei Beamten noch fünf Handwerker anwesend. Ganz deutlich zeigt sich in dieser personellen Zusammensetzung die handwerkliche Struktur im Ausschuss der Bank. Nach dem Zweiten Weltkrieg fusionierte die Volksbank Nürtingen unter anderem mit der Volksbank Neuffen (1970), der Raiffeisenbank Zizishausen (1974), der Genossenschaftsbank Oberboihingen (1975), der Wendlinger Bank (1979), der Raiffeisenbank Reudern (1989), der Raiffeisenbank Neckartenzlingen (1990), der Genossenschaftsbank Aich-Neuenhaus (1992), der Köngener Bank und der Raiffeisenbank Neckarhausen (1993).

### Volksbank Kirchheim-Teck eG
Die Volksbank Kirchheim-Teck eG wurde im Jahre 1927 als Gewerbebank KirchheimTeck eGmbH gegründet und hatte in den ehemaligen Gaststättenräumen der Metzgerei Friedrich Riethmüller in der Marktstrasse 25 ihre Geschäftsstelle. Am 18. März 1940 erhielt die Bank den Namen Volksbank Kirchheim-Teck eG. Zu den Banken, mit denen die Volksbank Kirchheim-Teck fusioniert hat gehören die Lenninger Bank, Spar- und Darlehenskasse Ohmden und Spar- und Darlehenskasse Ötlingen/Teck-Lindorf (alle 1971), die Genossenschaftsbank Notzingen und die Spar- und Darlehenskasse Holzmaden (beide 1972), die Milchverwertungsgenossenschaft Jesingen (1975), die Raiffeisenbank Bissingen (1976) und die Raiffeisenbank Schlierbach (1994).

### Fusion zur Volksbank Kirchheim-Nürtingen eG
Die Vertreter haben bei den jeweiligen Vertreterversammlungen am 14. Mai 2001 in Kirchheim und am 15. Mai 2001 in Nürtingen mit überwältigender Mehrheit für eine Verschmelzung der beiden Volksbanken unter dem Motto „Gemeinsam stark“ gestimmt. Die übernehmende Bank ist die Volksbank Nürtingen eG, die übertragende Bank ist die Volksbank Kirchheim-Teck eG. Die Firmierung der neuen Bank lautet Volksbank Kirchheim-Nürtingen eG mit Sitz in Nürtingen.

### Fusion zur Volksbank Mittlerer Neckar eG
Im Oktober 2020 fusionierte die Volksbank Kirchheim-Nürtingen eG rückwirkend zum 1. Januar 2020 mit der Volksbank Esslingen eG und der Berkheimer Bank eG zur Volksbank Mittlerer Neckar eG mit Sitz in Esslingen. Die Volksbank Mittlerer Neckar eG fusionierte schließlich im Jahr 2023 mit der VR Bank Hohenneuffen-Teck eG.

## Organisation
Sie ist eine eingetragene Genossenschaft. Ihr höchstes Organ ist die Vertreterversammlung, die den Aufsichtsrat wählt, welcher den Vorstand ernennt.
Als Regionalprüfungsverband fungiert der BWGV.
Ihren Verwaltungssitz hat die Volksbank Mittlerer Neckar eG im Volksbank Forum in Wendlingen am Neckar. Dieses wurde Anfang 2025 nach etwa zweieinhalbjähriger Bauzeit fristgerecht fertiggestellt. Im Volksbank Forum hat die Volksbank Mittlerer Neckar eG alle internen Bereiche gebündelt, es bietet Platz für rund 350 Mitarbeitende.

## Mitgliedschaft
Als Genossenschaftsbank ist die Volksbank Mittlerer Neckar eG nicht auf Gewinnmaximierung ausgerichtet, sondern dient in erster Linie den Interessen ihrer Mitglieder. Mitglied kann jede Privatperson, Personengesellschaft oder juristische Person des privaten und öffentlichen Rechts werden, die einen Geschäftsanteil im Wert von 50 Euro zeichnet und Kunde ist.

## Gesellschaftliches Engagement
Die Bank unterstützt mit ihrer Spendenaktion „Gemeinsam mehr bewegen“ jährlich Projekte von Vereinen, Schulen, Kindergärten und anderen Institutionen. Das jährliche Spendenvolumen lag 2024 bei rund 470.000 Euro.

## Aus- und Weiterbildung
Das Ausbildungsangebot reicht von der zweieinhalbjährigen Ausbildung zum Bankkaufmann über die verkürzte Ausbildung zum Finanzassistenten bis hin zum Hochschulstudium an der Dualen Hochschule Baden-Württemberg (DHBW) zum Bachelor of Arts.

## Verbundpartner
- Bausparkasse Schwäbisch Hall
- DZ Hyp
- DZ Bank
- Teambank AG
- R+V Versicherung AG
- Süddeutsche Krankenversicherung
- Union Investment
- VR Smart Finanz
- Münchener Hypothekenbank
- DZ Privatbank